# Lidasjön, Halland
Lidasjön är en sjö i Laholms kommun i Halland och ingår i Lagans huvudavrinningsområde.